# Puerto Cortés
Puerto Cortés é uma cidade de Honduras localizada no departamento de Cortés.
O maior porto do pais esta localizado nesta cidade e é considerado o porto mas importante da América Central.